# Museo Olímpico (Lausana)

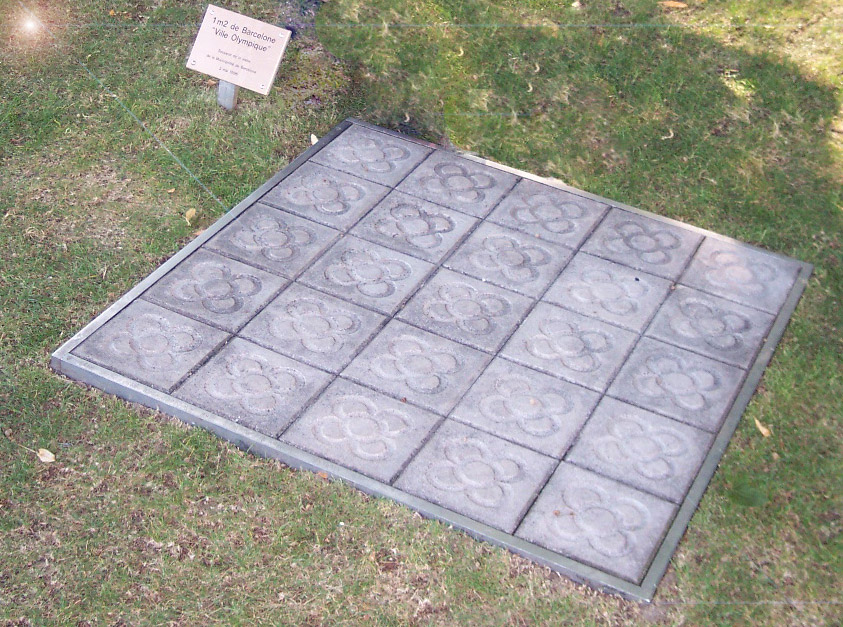
Un metro cuadrado de acera de la villa olímpica de Barcelona depositada en el museo olímpico

El Museo Olímpico (en francés Musée olympique) es un museo ubicado en la localidad de Ouchy, en las márgenes del Lago Lemán, al sur de Lausana, Suiza, a cargo de la Fundación Olímpica para la Cultura y el Patrimonio (OFCH, por sus siglas en inglés) del Comité Olímpico Internacional (COI).
Alberga exhibiciones relacionadas con el deporte y el movimiento olímpico. Sus visitantes pueden encontrar información sobre los antiguos y modernos Juegos Olímpicos en una colección y un archivo de más de 10 mil objetos alojados en el Centro de Estudios Olímpicos. Está rodeado por el Parque Olímpico, en el que se pueden ver múltiples obras de arte, relacionadas con el olimpismo y el deporte.
Forma parte de la Red de Museos Olímpicos del mundo, que a la fecha suman 32.

## Historia
En 1915 Pierre de Coubertin eligió a Lausana para situar la sede del movimiento olímpico. En 1922 se retiró de París para instalarse definitivamente en Lausana, sitio donde a su retiro del comité olímpico, en 1925, fueron establecidas las oficinas del Comité Olímpico Internacional (COI) alrededor del área de la Villa Mon-Repos («mi descanso»), donde la Municipalidad de Ginebra le prestó a Coubertin un departamento. La idea de Coubertin era crear una «nueva Olimpia» con instalaciones no sólo deportivas sino educativas y culturales hilvanadas por el nuevo olimpismo. En la Villa Mon-Repos funcionaron las oficinas del COI de 1929 a 1937 y hasta 1960 un primer museo olímpico.
El nuevo museo fue proyectado por el arquitecto mexicano Pedro Ramírez Vázquez, miembro del Comité Olímpico Internacional, y por Jean-Pierre Cahen. Inaugurado el 23 de junio de 1993, gracias a la iniciativa del español Juan Antonio Samaranch, por entonces presidente del COI.
En 1995, el Foro Europeo de Museos le otorgó el Premio del museo europeo del año, galardón que reconoce cada año a los nuevos museos que han realizado avances e innovaciones en el ámbito museístico. El museo galardonado alberga durante un año la estatua de Henry Moore The Egg, que simboliza el premio. Hacia 2007 el COI decidió abrir un concurso para renovar el museo por completo.
La última visita al museo antes de su última renovación fue el 29 de enero de 2012, al permanecer cerrado por 23 meses por una renovación a cargo del despacho Brauen Wälchli Architects. Durante las obras se colocó una exposición temporal en el bote Helvétie de la Compañía General de Navegación del Lago Lemán. El museo fue reinaugurado el 21 de diciembre de 2013 duplicando con estas obras su espacio.

## Descripción
El Museo Olímpico se encuentra a las orillas del Lago Lemán. Su arquitectura involucra dos accesos, uno que se abre hacia este lago, y otro que da acceso a la localidad de Ouchy y la ciudad de Lausana. Ambos accesos cuentan con una serie de instalaciones con objetos artísticos.

### Parque Olímpico
El acceso sur del museo, colindante con los muelles de Ouchy, inicia en una fuente con el nombre del museo y unas astas banderas donde flamean las de Suiza, las del Comité Olímpico y las de la localidad de Lausana. 
Tras la fuente y las banderas, se asciende al Parque Olímpico de dos maneras: una escalera que en sus escalones tiene inscritos los nombres de las personas que encendieron las antorchas olímpicas, o bien, mediante un corredor en medio de las esculturas del parque. Dicho trayecto tiene 420 metros, un estadio, una unidad de longitud de la Antigüedad, principalmente en Grecia y Egipto, y usada en el Estadio de Olimpia. El parque tienen un área de 8000 m2 (metros cuadrados), y cuenta con 43 obras relacionadas con los deportes hechas por escultores de distintas nacionalidades. Entre las obras que se encuentran en el área están:
- Policleto, «Diadúmeno», copia en bronce por Praxitelis Tzanoulimos
- Auguste Rodin, «El atleta estadounidense»
- Niki de Saint-Phalle, «Los futbolistas»
- Fernando Botero, «Jeune Fille à la Balle»
- Antoni Tàpies
- Lucien Wercollier, «Altius»
- Miguel Berrocal, «Citius-Altius-Fortius»
- Igor Mitoraj, «Cuirasse / Cuirass»
- Stanislav Golovanov, «Arquero»

Existe adicionalmente un acceso norte, siendo la entrada y salida al área del restaurante del museo ubicado en su segundo piso, y colinda con la localidad de Ouchy. Complementa con esculturas y un camino marcado con carriles de atletismo. En esta área se encuentran las esculturas:
- «No violencia» de Carl Fredrik Reuterswärd, un revólver gigante con el cañón anudado, réplica de la escultura que se encuentra al exterior de las Naciones Unidas en Nueva York hecha tras el asesinato de John Lennon.[5]

### El museo

#### Explanada de entrada
La explanada de entrada tiene una fachada con el escudo olímpico. Flanquean el acceso seis columnas con remates con los aros olímpicos. A un costado se encuentra un fuego olímpico encendido en un pebetero de acero que tiene inscrita la leyenda «Citius-Altius-Fortius», y frente a él, una escultura de Pierre de Coubertin. El área cuenta con amplios jardines y senderos arbolados, con una vista panorámica del muelle de Ouchy, el Lago Lemán y los Alpes. Todo el entorno se encuentra en un cuidado desarrollo del paisaje y del entorno, creado en 2008 por Atelier du Paysage y una serie de medidas sustentables como el uso del agua del propio lago para calefacción, el plantado de especies nativas así como un programa de respeto a la flora y la fauna.

### Salas
El museo tiene como eje articulador una escalera helicoidal que da acceso a todos los pisos del museo desde el mezzanine, donde se encuentra una tienda de artículos. La escalera tiene una instalación multimedia con videos y sonidos de las justas olímpicas.

#### Sala 1 - El mundo olímpico
Esta sala está dedicada a los Juegos Olímpicos en la Antigüedad. Se muestran piezas originales en donde hay testimonios de los deportes practicados, así como una maqueta interactiva de la antigua Olimpia y sus principales edificios.
A continuación se habla de la vida de Pierre de Coubertin, objetos personales y los orígenes de los juegos olímpicos modernos y sus diferentes cambios como los premios otorgados antes de las medallas actuales y el desarrollo de la Carta Olímpica. Se exhibe la bandera olímpica original usada por vez primera en los Juegos Olímpicos de Amberes 1920 y se explica como Coubertin llegó al diseño final de los anillos olímpicos.
Se exhiben las 50 antorchas originales usadas desde Berlín 1936 en los Juegos Olímpicos de Verano y en los Juegos Olímpicos de Invierno. Otras instalaciones muestran de manera temática los elementos fundamentales de los juegos: los elementos visuales y artísticos de cada edición, las ceremonias de apertura y clausura, con sus respectivos conceptos artísticos, de diseño gráfico y de identidad visual y urbanística. Asimismo se muestran objetos de las olimpiadas como juguetes de las mascotas, memorabilia y suvenires.
Cierran la sala un muro interactivo dedicado a mostrar el contexto histórico y social de cada edición de los juegos y una experiencia inmersiva dedicada al Ceremonial de los Juegos Olímpicos.

### Instalaciones adicionales
- Auditorio Samaranch
- TheGym, un área infantil
- Pista de atletismo

## Galería

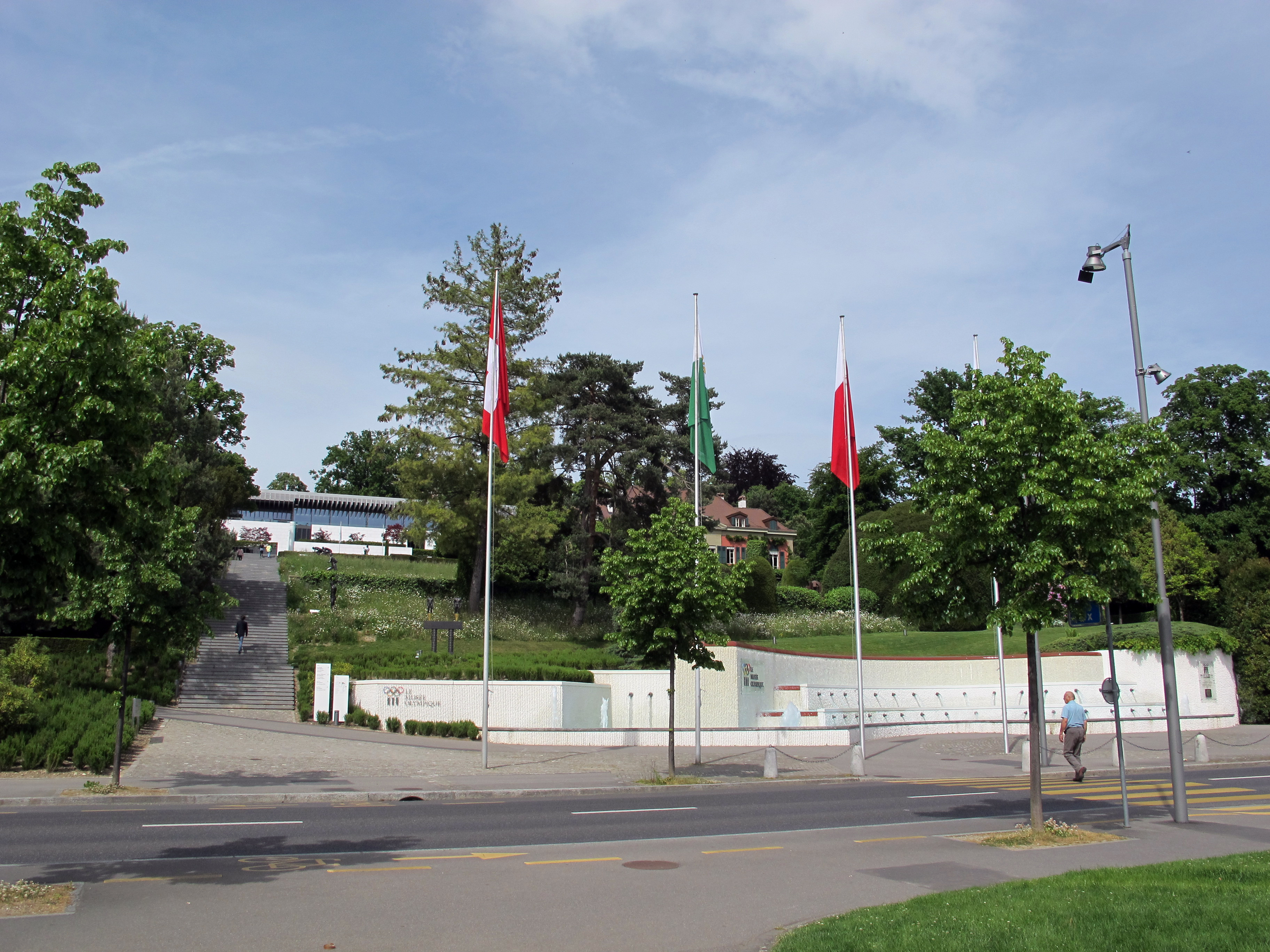
Desde la orilla del Lago Lemán
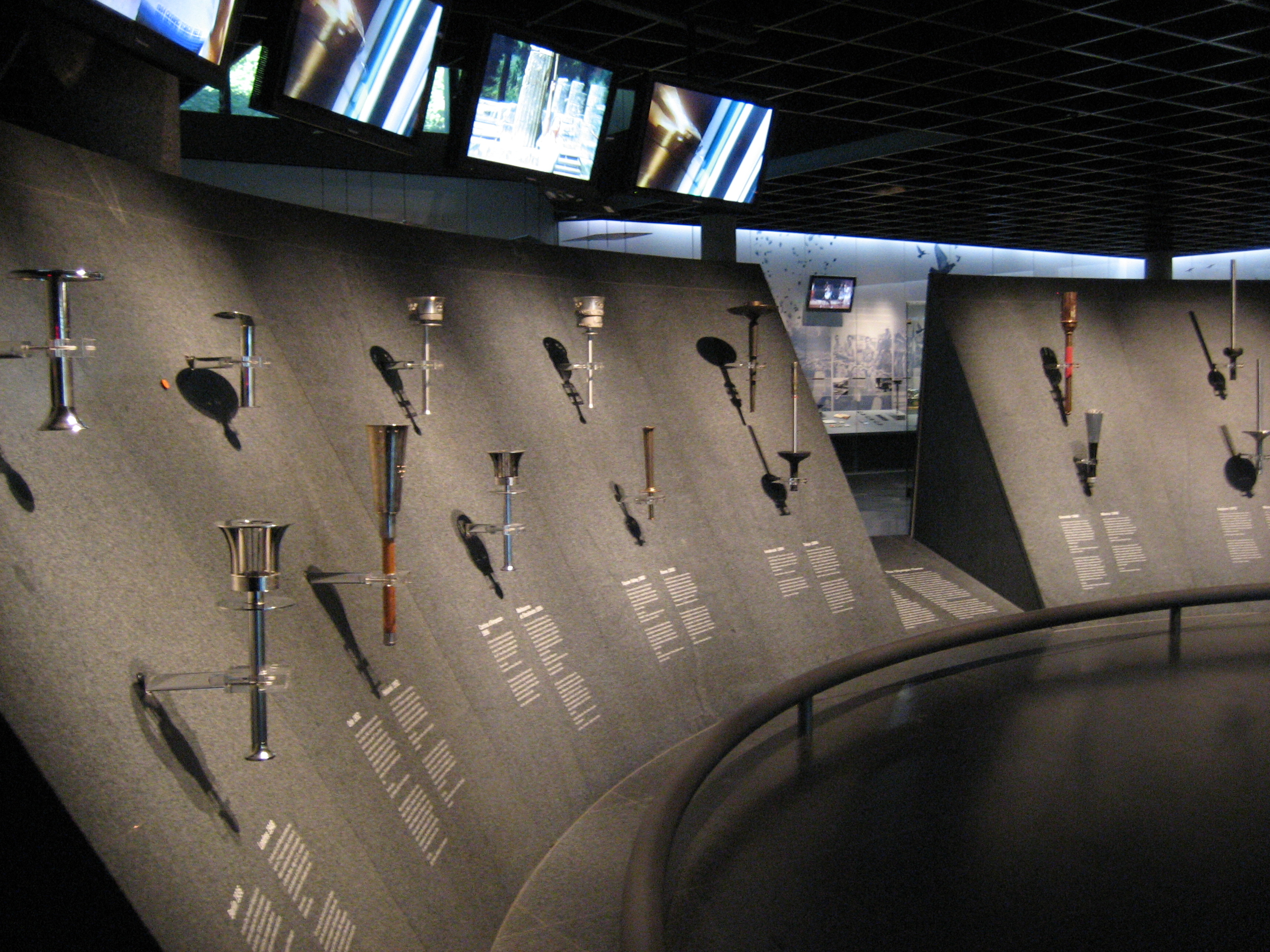
Antorchas olímpicas dentro del museo (antes de la remodelación del mismo)
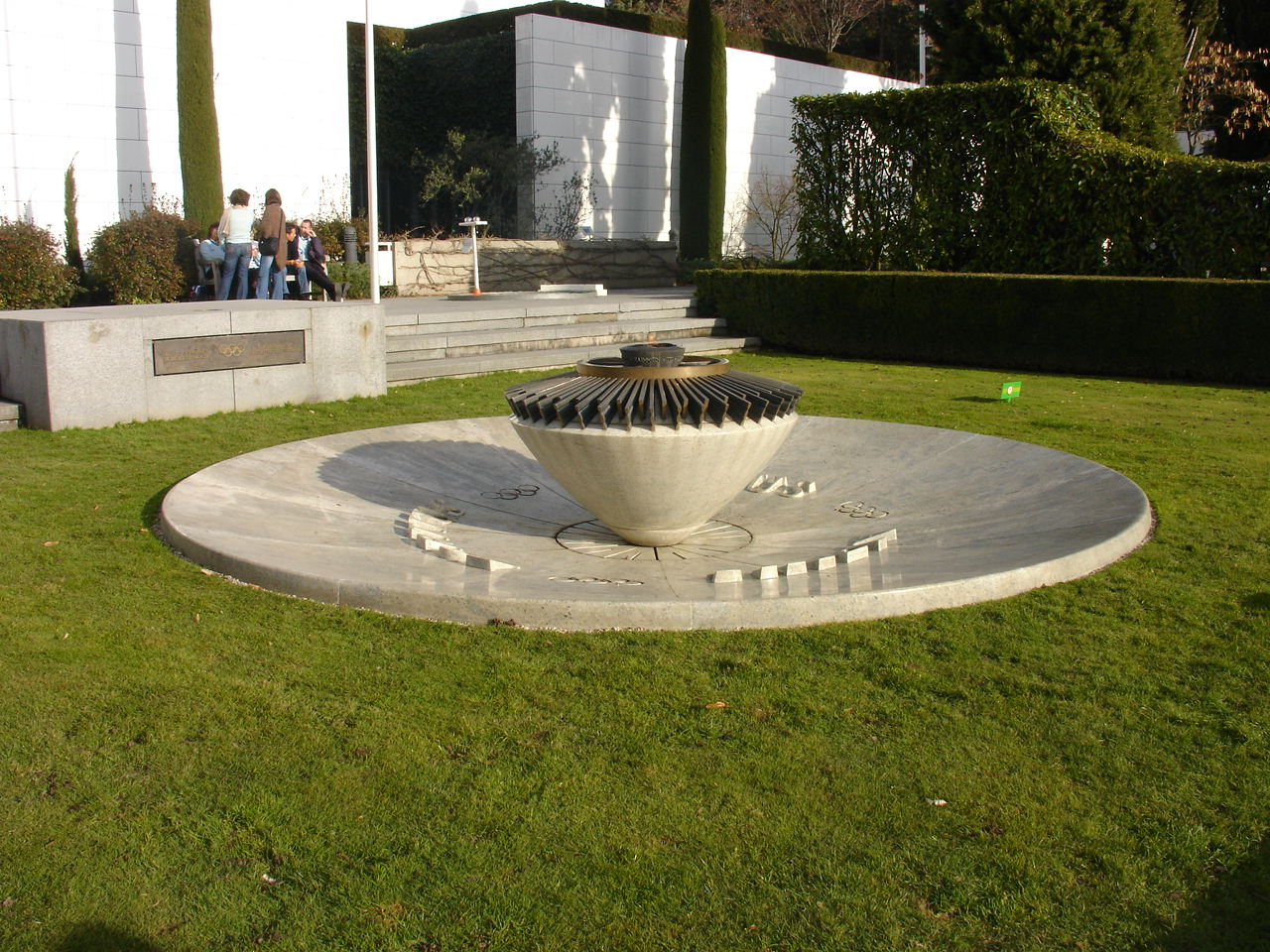
La Llama Olímpica
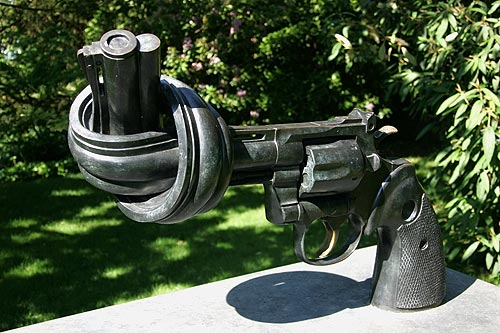
Una de las estatuas del Parque Olímpico
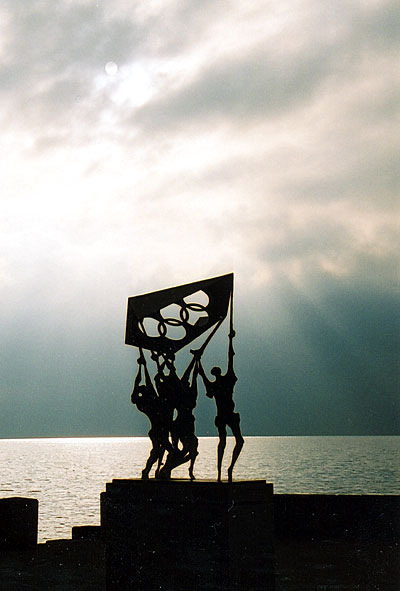
Estatua frente al museo, en la orilla del Lago Lemán
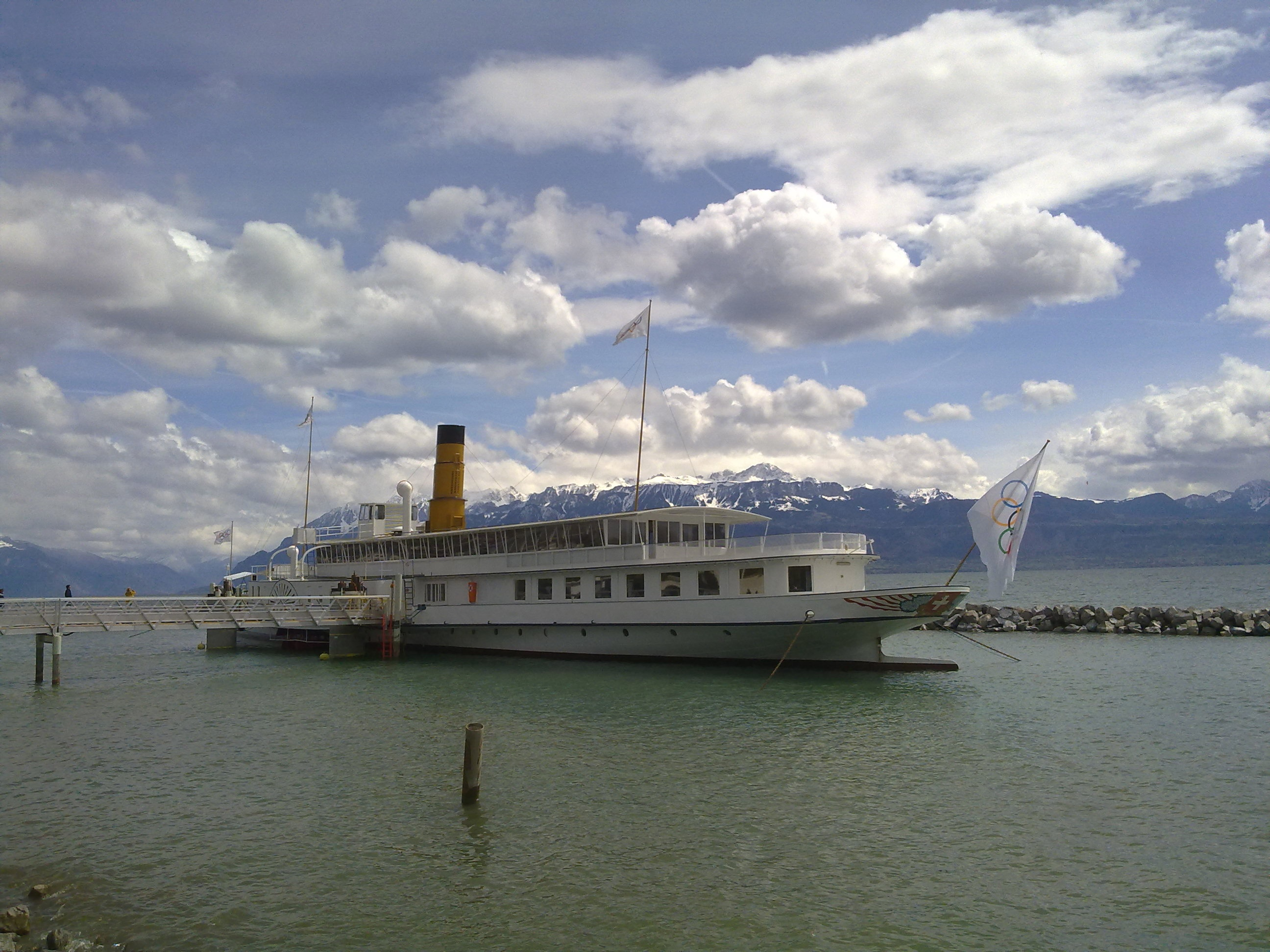
Durante las remodelaciones del edificio (hasta diciembre de 2013), se dispuso una exhibición temporal en un barco frente al Parque Olímpico
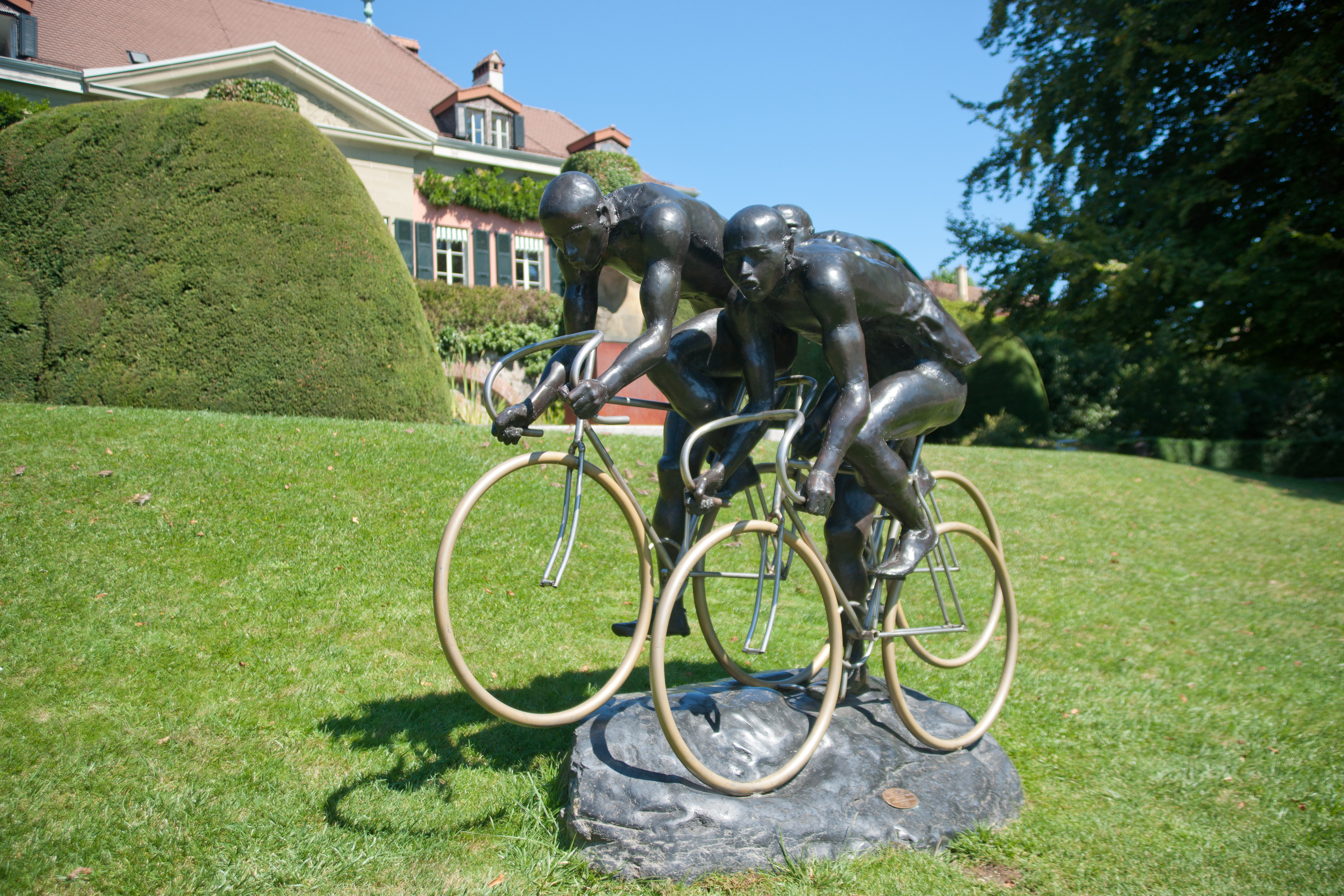
Cyclistes, escultura de Gabor Mihaly